# LOVEppears
『LOVEppears』（ラヴピアーズ）は、日本の歌手・浜崎あゆみの2枚目のオリジナル・アルバム。1999年11月10日にavex traxより発売。11thシングル『appears』と同日に発売された。

## 概要
オリジナルアルバムとしては前作『A Song for ××』から、わずか10ヶ月後の発売となった。
11thシングル「appears」との同時発売。シングルカットを含むとシングル11曲を収録しており、ほぼ全てにタイアップが付いていることから、実質ベストアルバム的な内容となっている。
アルバムのタイトルである「LOVEppears」は「LOVE」と「appears」からの造語。また、オリジナルアルバムでは本作で初めて浜崎のシンボルマークである「A」のロゴ表記が用いられ、以後の作品にも継承されている。
本アルバムに収録されているシングルの大半は、リアレンジやミックスを変更して収録されている (ただし、「Trauma」と「Boys & Girls」「End roll」は除く)。収録されているシングルのうち「kanariya」と「Fly high」は後にリカットとして発売されたものである（「Fly high」の方には原曲は収録されていない）。また、表記こそされていないが、「TO BE」、「too late」、「monochrome」もリアレンジを施されて収録されている。

### DISC2の内容[5]
CD EXTRA部分には浜崎本人の「おはよう」などの声やこれまでに浜崎が出演した作品のCM集、ジャケットの写真撮影風景などが収録されている。CD部分には、リミックスバージョンのメドレーと、1stアルバム『A Song for ××』収録曲のリミックスが収録されている。

## ジャケットアートワーク
ジャケットキービジュアル及び、アートワークに関しては、生々しい裸の姿が当時の若者から大きな反響を呼び、同日にリリースされた「appears」を『黒アユ』、本アルバムを『白アユ』というネーミングが定着した。アルバム撮影の際、浜崎は「ジャケット・アイデアは、スタッフとの打ち合わせで、Ayuが言った意見。エーッ？ って思うかもしれないけど、“上半身は洋服なし！胸は髪の毛で隠しちゃえ”みたいな感じで、アッという間に決まって」とコメントしていた。

## 音楽性・背景
- アルバムに封入されている別冊ライナーノーツ内にて、当時の専務でもある松浦勝人と浜崎本人による対談が以下のように綴られている。

本当の浜崎あゆみを知る上での重要なキーワード。それは “目に見えるモノと真実のギャップ”
松浦勝人
「“目に見えるモノと真実のギャップ”。ayuは、自ら命名したアルバム『LOVEppears』のタイトルに、“目に見えるモノと真実のギャップ” は、まさに、本当の浜崎あゆみを知る上での重要なキーワードだと思う。スタッフ・サイド、しかもすごく限られた、(ayuを信頼した) スタッフにしか見えない本当の姿。何かをつくる上では、ベースとなる企画立案から制作過程の細かな裏方的作業まで…。ayuは、どんなモノでも最終段階ギリギリまで自分の目で確認してから世の中に発表したがるし、インタビューを受けた後には、初校 (ゲラ) や色校と呼ばれる印刷見本のようなモノまでも全てチェックし、自分で直し (ペン) を入れる。雑誌の写真やCDのジャケットを飾るスチール撮影の時には、出来上がったポジ (写真) も全て自分で確認し、何十何百枚の中から自分で選ぶ。プロモーション・ビデオやCMなどの撮影時は、1カットごとに必ずその場で今録った映像をモニターで確認し、自分で演技を直したり、気がつけば監督やカメラマンと構図や演技するタイミングについて話し始めることもある。また、衣装・ヘアメイクに関しては、事前にある程度のことをやっておいて、現場の雰囲気や空気を感じて作り上げていく。衣装は常に多めに用意をしているし、突然、何かを追加することも珍しくない。ちなみに、アルバムと同時発売のマキシ・シングル『appears』のプロモーションビデオに出てくるピンクのセットアップは、実際に現場を自分の目で確認してから、パンツにハサミを入れて短パンにしたんだよね。」「少なくとも自分で今まで巡り会って来た人間の中でそこまで徹底的にこだわるひとはいなかったんだなぁ。」と語っている。
浜崎あゆみ
「だってayuがやらないで誰がやるの？」「ayuが信頼した人たち、プロフェッショナルな人たちがやったこと、つくったモノに自分なりの考えやカラーをくわえさせる感じ」と語っている。
松浦勝人
「大抵初めだけの三日坊主で終わるのがたいがい。ayuの場合これだけ知名度が出てきてもなお、裏方的な作業まで全てを自分でするというのは正直頭が下がる…。だから、ホントはProduced by ayumi hamasakiと明記してもいいと思ってる。事実、全て自分でやっているし、ayuがやっていることはもうプロデュースの域に十分達してると思うから…。」と語っている。
ayuの詞を初めて見た時は、こんなの18歳が書く詞じゃないよと思った
松浦勝人
「“ayuは本当に詞を書いているのか？” なんていう中傷を聞くことがある。確かに、自分も最初にayuの詞を見た時は、“本当にこいつが書いた詞なのか？ 18歳 (当時) が書く詞じゃないよ” と思った。」「当時の詞はまだ荒削りで、ハマりが悪く、何のことを言ってるのか分からないモノとかもあったからね。でも、フニャフニャの手書き文字で書かれた詞を見た時、職業作家が書く詞の何百倍も痛いものがあった。心にグッと突き刺さってきた。」と語っている。

## 売上記録
初週で前作の倍以上となる120.2万枚を売り上げ、初登場1位を獲得。自身初の初動ミリオンおよび累計ダブルミリオンを記録した。

## 批評
| 専門評論家によるレビュー | 専門評論家によるレビュー |
| レビュー・スコア         | レビュー・スコア         |
| 出典                     | 評価                     |
| ------------------------ | ------------------------ |
| CDジャーナル             | 肯定的                   |

CDジャーナルは、「大胆なビジュアルが話題になったあゆの新作は、おなじみのナンバーのニュー・ミックスと、メガ・ミックスや過去の作品をリイシューしたCD EXTRAを加えた2枚組。エイベックスのドル箱アーティストだけにクオリティの高い楽曲が居並ぶ。しかし……。」「次から次へとニュー・アイテムが発売されるので、ファンは追いかけるのが大変であろう、そして早くも2ndアルバムまでがリリースされちゃうのだ。あの華奢な体のどこにそんなパワーが!?」と批評した。

## LOVEppears / appears -20th Anniversary Edition-
本作『LOVEppears』及び、11thシングル「appears」リリースから20年後である2019年11月10日に、リマスター盤『LOVEppears / appears -20th Anniversary Edition-』（ラヴピアーズ / アピアーズ・トゥエンティーズ・アニバーサリー・エディション）が発売。こちらは、浜崎公認である。収録曲全てマスターテープからリマスタリングを施し、さらに『appears』のリミックス、ライブなど複数のバージョンを1枚にコンパイルした特典ディスクに加え、収録曲のPVと完全初公開となる「Trauma」の振り付け映像が収録されたDVDが追加される。
初回生産限定盤には、縦長デジパック透明スリーヴ仕様、特設サイトアクセスカードが封入されている。
本リリースに先駆け、自身の誕生日にあたる10月2日にこれまでに発表されたデビュー曲「poker face」から最新アルバム『M(A)DE IN JAPAN』の間にリリースされた、100曲以上のミュージック・ビデオを動画サイトYouTubeにおいてフル尺で一挙解禁されたほか、本リリース同日には、今作に収録されている「TO BE」と「appears」から2本のリリックビデオが公開された。また10月11日には、本アルバムDISC1収録の全16曲がリマスター音源の配信が先行として行われた。
令和へ元号改名後、初のCD作品・アルバムとなった。

## 収録曲
| 全作詞: ayumi hamasaki（#1、#14を除く）。 |                                 |                                  |                  |                          |      |
| #                                         | タイトル                        | 作詞                             | 作曲             | 編曲                     | 時間 |
| 1.                                        | 「Introduction」                | ayumi hamasaki （#1、#14を除く） | HΛL              | HΛL                      | 1:09 |
| 2.                                        | 「Fly high」                    | ayumi hamasaki （#1、#14を除く） | D・A・I          | HΛL                      | 4:07 |
| 3.                                        | 「Trauma」                      | ayumi hamasaki （#1、#14を除く） | D・A・I          | Naoto Suzuki、D・A・I    | 4:18 |
| 4.                                        | 「And Then」                    | ayumi hamasaki （#1、#14を除く） | Yasuhiko Hoshino | Keisuke Kikuchi          | 4:14 |
| 5.                                        | 「immature "Album Version"」    | ayumi hamasaki （#1、#14を除く） | Kazuhito Kikuchi | HΛL                      | 4:45 |
| 6.                                        | 「Boys & Girls」                | ayumi hamasaki （#1、#14を除く） | D・A・I          | Naoto Suzuki、D・A・I    | 3:55 |
| 7.                                        | 「TO BE」                       | ayumi hamasaki （#1、#14を除く） | D・A・I          | Naoto Suzuki、D・A・I    | 5:19 |
| 8.                                        | 「End roll」                    | ayumi hamasaki （#1、#14を除く） | D・A・I          | Naoto Suzuki、D・A・I    | 4:49 |
| 9.                                        | 「P.S II」                      | ayumi hamasaki （#1、#14を除く） | Hideaki Kuwabara | HΛL                      | 4:49 |
| 10.                                       | 「WHATEVER "Dub's 1999 Remix"」 | ayumi hamasaki （#1、#14を除く） | Kazuhito Kikuchi | Izumi "D・M・X" Miyazaki | 7:21 |
| 11.                                       | 「too late」                    | ayumi hamasaki （#1、#14を除く） | D・A・I          | Naoto Suzuki、D・A・I    | 4:25 |
| 12.                                       | 「appears "Album Version"」     | ayumi hamasaki （#1、#14を除く） | Kazuhito Kikuchi | HΛL                      | 5:38 |
| 13.                                       | 「monochrome」                  | ayumi hamasaki （#1、#14を除く） | D・A・I          | Naoto Suzuki、D・A・I    | 4:21 |
| 14.                                       | 「Interlude」                   | ayumi hamasaki （#1、#14を除く） | Naoto Suzuki     | Naoto Suzuki             | 0:58 |
| 15.                                       | 「LOVE〜refrain〜」             | ayumi hamasaki （#1、#14を除く） | TSUNKU           | Naoto Suzuki             | 5:23 |
| 16.                                       | 「Who...」                      | ayumi hamasaki （#1、#14を除く） | Kazuhito Kikuchi | Naoto Suzuki             | 9:58 |
| 16.                                       | 「kanariya」(Secret Track)      | ayumi hamasaki （#1、#14を除く） | Yasuhiko Hoshino | CPM-Marvin               |      |
| 合計時間:                                 | 合計時間:                       | 合計時間:                        | 合計時間:        | 75:29                    |      |

| #         | タイトル                                                           | 作詞      | 作曲・編曲 | Remixed by                                            | 時間 |
| --------- | ------------------------------------------------------------------ | --------- | ---------- | ----------------------------------------------------- | ---- |
| 1.        | 「ayu's EURO MEGA-MIX "Y&Co.MIX"」                                 |           |            | Akira"BOSS"Yokota、etsuya"REMOCON"Tamura for 横田商会 | 9:49 |
| 2.        | 「ayu's HOUSE MEGA-MIX "N.S House Mix"」                           |           |            | Shoji Ueda                                            | 9:59 |
| 3.        | 「A Song for ×× "MILLENNIUM MIX" from 1st Album」                  |           |            | Dave Way                                              | 4:47 |
| 4.        | 「POWDER SNOW "Acoustic Orchestra Version" from あゆ・み・っくす」 |           |            | Atsushi Hattori                                       | 5:03 |
| 5.        | 「FRIEND Ⅱ "MAKE MY MAD MIX" from ayu-mi-x」                       |           |            | HΛL                                                   | 4:29 |
| 合計時間: | 合計時間:                                                          | 合計時間: | 34:07      |                                                       |      |

### 20th Anniversary Edition 初回限定盤
Disc-3 (CD) 
| #         | タイトル                                  | 作詞  | 作曲・編曲 | 時間 |
| --------- | ----------------------------------------- | ----- | ---------- | ---- |
| 1.        | 「appears "HΛL's Progress"」              |       |            | 5:58 |
| 2.        | 「appears "Acoustic version"」            |       |            | 5:09 |
| 3.        | 「appears "Armin van Buuren's remix"」    |       |            | 4:09 |
| 4.        | 「appears "Junior's Appears On The Air"」 |       |            | 4:48 |
| 5.        | 「appears "HW Club Mix"」                 |       |            | 5:24 |
| 6.        | 「appears "DJ-TURBO remix"」              |       |            | 8:29 |
| 7.        | 「appears "Junior's Club Mix"」           |       |            | 9:42 |
| 8.        | 「appears "HW Tokyo Hard House Mix"」     |       |            | 5:35 |
| 9.        | 「appears "Armin van Buuren's Dub"」      |       |            | 8:05 |
| 10.       | 「appears "Aggressive Extended Mix"」     |       |            | 5:35 |
| 11.       | 「appears "Melodic Extended Mix"」        |       |            | 5:33 |
| 12.       | 「appears "Shinichi Osawa remix"」        |       |            | 5:34 |
| 13.       | 「appears "Inst melo version"」           |       |            | 5:10 |
| 合計時間: | 合計時間:                                 | 79:11 |            |      |

| #         | タイトル                                                                 | 作詞  | 作曲・編曲 | 時間 |
| --------- | ------------------------------------------------------------------------ | ----- | ---------- | ---- |
| 1.        | 「 Fly high "HΛL'S MIX 2000"」(video clip)                               |       |            | 4:13 |
| 2.        | 「 Boys & Girls "AUBE Original Mix"」(video clip)                        |       |            | 3:53 |
| 3.        | 「 TO BE」(video clip)                                                   |       |            | 5:24 |
| 4.        | 「 WHATEVER "version M"」(video clip)                                    |       |            | 5:34 |
| 5.        | 「 appears "'99 Greeting Mix"」(video clip)                              |       |            | 5:39 |
| 6.        | 「 LOVE〜Destiny〜」(video clip)                                         |       |            | 5:09 |
| 7.        | 「 kanariya "Jonathan Peter's Vocal Club Mix -Radio Edit-"」(video clip) |       |            | 4:45 |
| 8.        | 「 Who...」(Live Lyric Video)                                            |       |            | 5:37 |
| 9.        | 「Trauma」(ayupan振り付け映像)                                           |       |            | 0:26 |
| 合計時間: | 合計時間:                                                                | 40:40 |            |      |

## 楽曲解説

### Disc-1
1. Introduction
インストゥルメンタル曲。
2. Fly high
後に13thシングルとしてアレンジしてシングルカット。
3. Trauma
10thシングル「A 」収録曲。
4. And Then
5. immature "Album Version"
11thシングル「appears」のカップリングのアレンジ。
6. Boys & Girls
9thシングル。
7. TO BE
8thシングル。
表記されていないが、シングルとは異なるアレンジで収録。
8. End roll
10thシングル「A」収録曲。
9. P.S II
前作『A Song for ××』収録の「POWDER SNOW」をアレンジしたもの。
10. WHATEVER "Dub's 1999 Remix"
6thシングル。シングル版である"Version M"を7分弱に尺伸ばししたExtented版。"Version J"は2024年現在アルバム未収録。
11. too late
10thシングル「A」収録曲。
表記されていないが、シングルとは異なるアレンジで収録。シングルバージョンは2024年現在アルバム未収録。
12. appears "Album Version"
11thシングルのアレンジで、このアルバムと同日にリリースされた。
13. monochrome
10thシングル「A」収録曲。
表記されていないが、シングルとは異なるアレンジで収録。
14. Interlude
インストゥルメンタル曲。
15. LOVE〜refrain〜
7thシングル「LOVE〜Destiny〜」の原曲で、「LOVE～Destiny～」とはアレンジと歌詞が異なる。
16. Who...
バラード・ベスト・アルバム『A BALLADS』と、オールタイム・ベストアルバム『A COMPLETE 〜ALL SINGLES〜』において、新録音されたものが収録された。

- kanariya
シークレットトラック。「Who...」終了後、37秒後に視聴が可能。
後に12thシングルとしてシングルカット。

### Disc-2
1. ayu's EURO MEGA-MIX "Y&Co.MIX"
Remixed by Akira"BOSS"Yokota, Tetsuya"REMOCON"Tamura for 横田商会
  - Boys & Girls "A Eurobeat Mix"
  - Trust "A Eurobeat Mix"
  - End roll "ayu-ro Extended Mix"
  - YOU "Aggressive Mix"
  - Depend on you "Extended Power Mix"
  - Trauma "Eurobeat Mix"
  - too late "Euro-Power Mix"
  - WHATEVER "Sentimental Mix / Euro-Power Mix"
  - monochrome "ayu-ro Extended Mix"
  - poker face "Extended Power Mix"
2. ayu's HOUSE MEGA-MIX "N.S House Mix"
Remixed by Shoji Ueda
  - Boys & Girls "Melt Down Dub Mix / Dub's club Remix / Higher Uplift Mix"
  - Hana "D-Z DEADLY ROSE APPROACH / dub's trance remix"
  - FRIEND Ⅱ "MAKE MY MAD MIX"
  - too late "Razor 'N Guido Remix"
  - SIGNAL "Y & CO.TASTE / GROOVE THAT SOUL MIX"
  - monochrome "Dub's full color Remix"
  - poker face "Spiritual Guidance Mix"
  - Trauma "Heavy Shuffle Mix"
  - Depend on you "dub's electro remix"
3. A Song for ×× "MILLENNIUM MIX" from 1st Album
Mixed by Dave Way
4. POWDER SNOW "Acoustic Orchestra Version" from あゆ・み・っくす
Mixed by Atsushi Hattori
5. FRIEND Ⅱ "MAKE MY MAD MIX" from ayu-mi-x
Remixed by HΛL

## タイアップ
※ が付いているものは、本人出演によるもの。
Fly high
「ライコス」CMソング ※
Trauma
JT「桃の天然水」CMソング ※
And Then
花王ソフィーナ「オーブ(AUBE)」イメージソング ※
immature
JT「桃の天然水」CMソング ※
Boys & Girls
花王ソフィーナ「オーブ(AUBE)」イメージソング ※
マクドナルド「平成バーガー」CMソング（2023年起用）
TO BE
JT「桃の天然水」CMソング ※
End roll
森永製菓「こんがりショコラ」CMソング ※
too late
HONDA「ジョノクレア」CMソング ※
appears
花王ソフィーナ「オーブ(AUBE)」クリスマスソング ※
monochrome
JT「桃の天然水」CMソング ※
Who...
映画「月」主題歌

## その他の収録アルバム (シングル曲除く)
- Who...
  - 『A BEST』
  - 『A BALLADS』(Across the Universe)
  - 『A COMPLETE 〜ALL SINGLES〜』(10th Anniversary Version[注釈 3])

## 収録ライブ映像 (シングル曲除く)
- And Then
  - 『ayumi hamasaki concert tour 2000 A 第1幕』
  - 『ayumi hamasaki PREMIUM COUNTDOWN LIVE 2008-2009 A』
  - 『ayumi hamasaki PREMIUM LIMITED LIVE A 〜夏ノトラブル〜』(ayumi hamasaki BEST LIVE BOX A)
  - 『ayumi hamasaki TROUBLE TOUR 2020 A 〜サイゴノトラブル〜 FINAL』
- Who...
  - 『ayumi hamasaki concert tour 2000 A 第1幕』
  - 『ayumi hamasaki concert tour 2000 A 第2幕』
  - 『ayumi hamasaki DOME TOUR 2001 A』
  - 『ayumi hamasaki ARENA TOUR 2002 A』
  - 『ayumi hamasaki STADIUM TOUR 2002 A』
  - 『A museum 〜30th single collection live〜』
  - 『ayumi hamasaki ARENA TOUR 2003-2004 A』
  - 『ayumi hamasaki ASIA TOUR 2007 A 〜Tour of Secret〜』
    - 『ayumi hamasaki BEST LIVE BOX A』(A BEST TRACK LIST LIVE)

  - 『ayumi hamasaki PREMIUM COUNTDOWN LIVE 2008-2009 A』
  - 『ayumi hamasaki COUNTDOWN LIVE 2012-2013 A 〜WAKE UP〜』
  - 『ayumi hamasaki 15th Anniversary TOUR 〜A BEST LIVE〜』
    - 『ayumi hamasaki BEST LIVE BOX A』(A BALLADS TRACK LIST LIVE)

  - 『ayumi hamasaki ARENA TOUR 2015 A Cirque de Minuit 〜真夜中のサーカス〜 The FINAL』
  - 『ayumi hamasaki Just the beginning -20- TOUR 2017 2017.7.17 Osaka-Jo Hall』(TROUBLE)
  - 『ayumi hamasaki 21st anniversary -POWER of A^3-』
  - 『ayumi hamasaki ASIA TOUR 〜24th Anniversary special@PIA ARENA MM〜』
  - 『ayumi hamasaki  COUNTDOWN LIVE 2016-2017 A『Just the beginning -20-』』(ayumi hamasaki UNRELEASED LIVE BOX A)